# Grzegorz Sroka
Grzegorz Franciszek Sroka, OFMConv. (ur. 21 września 1930 w Gorliczynie, zm. 22 grudnia 2006 w Żywcu) – franciszkanin konwentualny, zielarz, propagator ziołolecznictwa, gwardian klasztoru w Kalwarii Pacławskiej.

## Życiorys
Grzegorz Sroka od dzieciństwa cierpiał na poważne schorzenia. Jako niemowlę chorował na chorobę beri beri, mając skończone dwa lata nie potrafił jeszcze chodzić. Bardzo wcześnie stracił rodziców. Aby przeżyć chodził od domu do domu, prosząc o kromkę chleba. Wycieńczenie organizmu było przyczyną czasowej ślepoty – na dwa lata stracił wzrok. Podczas okupacji ciężko zachorował na gruźlicę i nerki.
W latach 1947–1950 pracował jako dyplomowany ślusarz w Cukrowni Przeworsk. Pracę łączył z nauką w szkole zawodowej. Po otrzymaniu dyplomu, w latach 1950–1953 odbył służbę wojskową w Bielsku-Białej. W czasie służby wojskowej ukończył szkołę podoficerską oraz kurs sanitarny, po którym pracował w wojsku jako instruktor sanitariuszy. Po ukończeniu służby wojskowej podjął pracę w Hucie Stalowa Wola w charakterze technika kontrolera.
W 1953 złożył prośbę o przyjęcie do zakonu franciszkanów. 30 sierpnia 1953 w Łodzi-Łagiewnikach rozpoczął nowicjat, 31 sierpnia 1954 złożył pierwszą profesję w Niepokalanowie. 27 września 1958 zdał egzamin maturalny w szkole średniej w Jaśle. W latach 1957–1959 studiował filozofię w Wyższym Seminarium Duchownym Franciszkanów w Łodzi. W latach 1959–1963 studiował teologię w Wyższym Seminarium Duchownym Franciszkanów w Krakowie. 30 października 1960 złożył profesję wieczystą. 30 września 1962 przyjął święcenia kapłańskie subdiakonatu, 9 marca 1963 – diakonatu, 21 czerwca 1963 – prezbiteratu. Sprawował posługę kapłańską w Horyńcu-Zdroju (w 1963 oraz w latach 1984–1986), w Pieńsku (1964–1969, wikariusz parafialny), Lwówku Śląskim (1969–1970), Lubomierzu (1970–1971), Kalwarii Pacławskiej (1971–1974 oraz jako proboszcz: 1976–1983), Dąbrowie Górniczej (1974–1975), Krakowie (1975–1976), Krośnie (1983), Rychwałdzie (1986–2006).

## Działalność ziołolecznicza
Ojciec Grzegorz Sroka twierdził, że leczenie ziołami może być znakomitym uzupełnieniem medycyny konwencjonalnej. Predyspozycje do stosowania niekonwencjonalnych metod leczniczych odkrył już w czasie służby wojskowej, gdzie jako instruktor sanitariuszy mógł z powodzeniem pomagać chorym. Ośrodek zielarski w Rychwałdzie, który powstał dzięki zaangażowaniu i wytrwałości zakonnika, stał się miejscem pielgrzymek tysięcy ludzi, którzy przybywali tu nie tylko z Polski. Opracował ponad 20 preparatów ziołowych (syropy, nalewki, pomady, krople, mieszanki ziołowe) na różne choroby i schorzenia (m.in. choroby kobiece, układu krążenia, przewodu pokarmowego, dróg moczowych, oczu, itd.). Komponował swoje mieszanki w oparciu o głęboką wiedzę, ale opierał się również na intuicji i ogromnym doświadczeniu, jakie nabył podczas długoletniej praktyki zielarskiej. Był autorem poradników zielarskich oraz propagujących zdrowy tryb życia. Wskazówki lecznicze były udostępnione również w internecie na stronach prowadzonych przez zakonników. Jedną z ostatnich inicjatyw była budowa leczniczych grot solnych w Rychwałdzie.